# Oustruplund
Oustruplund, tidligere Bøgildgård, er en tidligere socialpsykiatrisk døgninstitution i Silkeborg Kommune. Oustruplund har fungeret som drengeskole de fleste af sine godt 175 år. 

## Højskole
I januar 2019 blev stedet DanskOases nye højskole og  fungerer som dannelses- og fordybelsescenter for unge mellem 17 og 31 år. Højskolen har, efter en noget svingende succes, i 2020 valgt at købe  bygningerne af Silkeborg Kommune.

## Bøgildgård
Gården hed tidligere Bøgildgård, og ligger lidt vest for Kjellerup i Silkeborg Kommune og var fra 1830 til 1980 opdragelsesanstalt for drenge .
Region Midtjylland drev i en årrække  en døgninstitution på stedet der skiftede navn til Oustruplund, men i 2015 havde  Silkeborg Kommune, der ejede gården, forhandlinger om en lejeaftale med Udlændingestyrelsen der ville huse  250 flygtninge på gården. Det blev ikke til noget, men i stedet blev den brugt til  indkvartering af omkring 35 af de kvoteflygtninge, som kommunen skal modtage i 2015.